# Гейл (Північна Дакота)
Гейл (англ. Heil) — переписна місцевість (CDP) в США, в окрузі Грант штату Північна Дакота. Населення — 15 осіб (2010).

## Географія
Гейл розташований за координатами 46°23′21″ пн. ш. 101°42′4″ зх. д. / 46.38917° пн. ш. 101.70111° зх. д. (46.389194, -101.701151).  За даними Бюро перепису населення США в 2010 році переписна місцевість мала площу 0,52 км², уся площа — суходіл.

## Демографія
Згідно з переписом 2010 року, у переписній місцевості мешкало 15 осіб у 9 домогосподарствах у складі 6 родин. Густота населення становила 29 осіб/км².  Було 11 помешкання (21/км²).
Расовий склад населення:
| - 100,0 % — білих |

До двох чи більше рас належало 0,0 %. Частка іспаномовних становила 0,0 % від усіх жителів.
За віковим діапазоном населення розподілялося таким чином: 0,0 % — особи молодші 18 років, 66,7 % — особи у віці 18—64 років, 33,3 % — особи у віці 65 років та старші. Медіана віку мешканця становила 62,6 року. На 100 осіб жіночої статі у переписній місцевості припадало 150,0 чоловіків;  на 100 жінок у віці від 18 років та старших — 150,0 чоловіків також старших 18 років.
Цивільне працевлаштоване населення становило 3 особи. 